# Saknad (TV-serie, 2003)
Saknad  var ett svenskt TV-program på TV4 från 2003. I varje program gästades Agneta Sjödin av en svensk som ville få tag i en skäktning eller vän som den inte träffat på länge. I programmet får man följa Jens Sylsjö, Tilde de Paula och Thomas Ritter när de letar efter den försvunna i programmet. Programmet bygger på Spårlöst försvunnen från TV3.